# 下ヨシ子
下 ヨシ子（しも ヨシこ、1952年 - ）は、日本の作家であり、タレント、宗教家、YouTuberとしても活動している。佐賀県出身。自身が開基した真言六字密教総本山六水院の管長も勤めている。息子は俳優の水元秀二郎。フジテレビなどメディアでは福運アドバイザーとして紹介されている。

## 来歴・人物
1952年（昭和27年）生まれ。幼いころより予知能力を発揮したと自称し、44歳の時に原因不明の高熱を発し、「六字明王」 に出会い、霊能力者として開眼したと称している。修験真言宗大本山金剛寺（福岡県福津市）で得度、僧侶の地位を得る。なお、下が名乗る阿闍梨は既成の仏教宗派から授けられたものではなく、自称である。その後、六水院の院号を得、2005年（平成17年）に宗教法人肥後修験総本山六水院の管長となった。六水院は熊本本院のほか、京都に関西別院、東京と石川県小松市に支部がある。
1998年、「奇跡体験!アンビリバボー」に出演、競輪の結果を予知し10レース中7レースを的中したと称している。
2000年11月に、岐阜県富加町の町営住宅のポルターガイスト現象の騒動では、他の霊媒師たちが本物でなかったり力が弱かったりして浄霊できないなかで、下ヨシ子は浄霊に成功したなどと称している。（なお、他にも浄霊に成功したと称する宗教家・霊能者は存在する）一方で、下の浄霊後も町営住宅での怪現象は継続しているという報告も複数存在する。
2005年、「真言六字密教総本山六水院（しんごんろくじみっきょうそうほんざんろくすいいん）」を開基。その後もテレビ番組「ほんとにあった怖い話」などに出演。書籍・雑誌への執筆、講演活動などの活動がある。

## 出演番組

### 現在
- ほんとにあった怖い話（フジテレビ、不定期出演）

### 過去
- オレたちお笑い心霊団 （フジテレビ、2011年11月）
- HEY!HEY!HEY!（フジテレビ、2008年12月）
- 魔界潜入!怪奇心霊（秘）ファイル（テレビ朝日、2002年 - 2007年）
- アイチテル!（TBS、2006年8月）
- ぷれミーヤ（テレビ朝日、2006年8月）
- 芸恋リアル（日本テレビ、2006年 - 2007年）
- キスだけじゃイヤッ!（読売テレビ、2004年10月）
- 紳助信じられない怪事件SP（テレビ朝日、2001年12月）
- 奇跡体験!アンビリバボー（フジテレビ、1998年 - 1999年）

## 著書
- 『あなたの流生命』シリーズ、徳間書店
- 『下ヨシ子の大開運: 神様を味方にする生き方 一問一答』 学研パブリッシング、2012年4月
- 『幸せの種』 小学館、2011年10月
- 『下ヨシ子の恋愛昇運　流生命で愛されるあなた』 徳間書店、2011年4月
- 『流生命が教える浄霊家相』 実業之日本社、2011年1月
- 『流生命が導く天恵家相』 実業之日本社、2011年1月
- 『下ヨシ子の幸福力』 ナツメ社、2010年7月
- 『定本 流生命』 実業之日本社、2009年3月
- 『姓名新書 名前が導くあなたの運命』 ワニブックス、2008年7月
- 『下ヨシ子の死後の世界 (図解雑学)』 ナツメ社、2008年2月
- 『流生命福運相性』 実業之日本社、2007年12月
- 『下ヨシ子の浄霊秘譚―六水院奇跡の浄霊体験』 実業之日本社、2005年3月
- 『流生命でわかるカップル浄霊相談』（挿絵・イラスト 池上花英）講談社、2004年4月
- 『下ヨシ子の悪霊退散!!―日本一の霊能者のパワー炸裂』 主婦の友社、2002年8月

## 音楽
- 「流生命〜天空の奏〜」 コロムビアミュージックエンタテインメント、2009年11月18日

## 損害賠償請求訴訟
2010年1月、名古屋市在住の主婦が、2002年から2008年までの間に「浄霊代」の名目で肥後修験遍照院に約530万円を騙し取られたとして、同院と下ヨシ子らを相手取り、約950万円の損害賠償を求め、名古屋地裁に訴訟を起こした。
2012年4月13日に、名古屋地裁は主婦側の主張を認め、下ヨシ子ら4人と宗教法人肥後修験遍照院に対して、約610万円を支払うよう命じた。下ヨシ子ら側は控訴した。
2013年3月12日に控訴審判決が予定されていたが、判決日3日前の3月9日付で下ヨシ子らの控訴が取り下げられ、第一審の判決が確定した。